# Longueil-Annel
Longueil-Annel is een gemeente in Frankrijk, departement Oise, Compiègne. De gemeente telde 2.595 inwoners op 1 januari 2022.

De rivier de Oise vormt voor een deel de grens van Longueil-Annel. Het Canal latéral à l'Oise loopt door de gemeente.
Voor het spoorwegverkeer is er het station Longueil-Annel.

## Geschiedenis
Annel was een zelfstandige gemeente tot het in 1826 werd opgenomen in de gemeente Longueil. De gemeente veranderde in 1903 haar naam naar Longueil-Annel.
De gemeente lag tijdens de Eerste Wereldoorlog enige tijd op de frontlinie. Er werd daarna een militaire begraafplaats voor Britse gesneuvelden aangelegd: de Begraafplaats van Annel. Longueil-Annel ontving op 21 februari 1921 het Franse Oorlogskruis, het Croix de guerre 1914-1918.

## Kaart
De oppervlakte van Longueil-Annel bedroeg op 1 januari 2022 5,94 vierkante kilometer; de bevolkingsdichtheid was toen 436,9 inwoners per km².

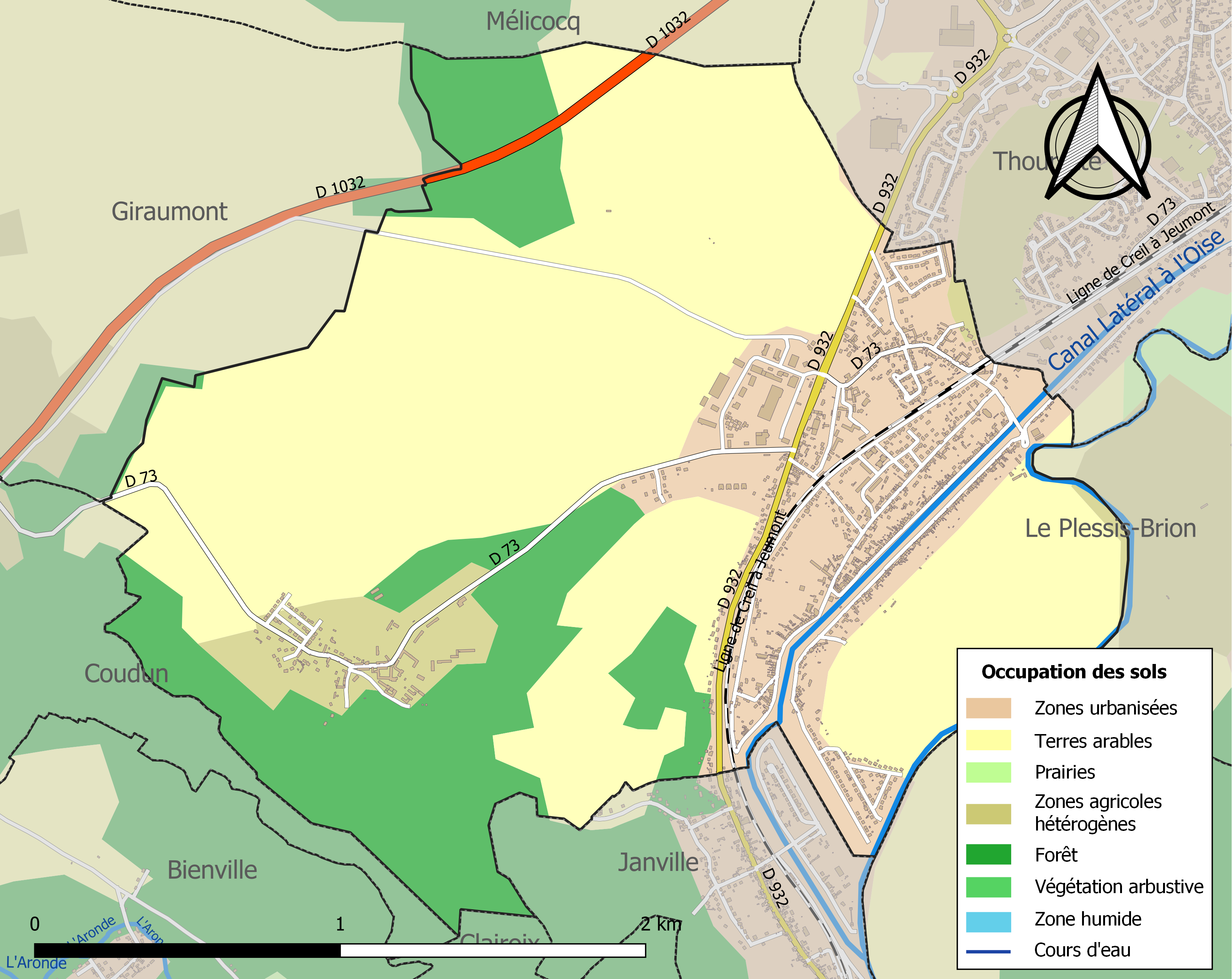
Kaart van de gemeente met belangrijkste infrastructuur, bodemgebruik en omliggende gemeenten

## Demografie
Onderstaande figuur toont het verloop van het inwonertal, bron: INSEE-tellingen. 

## Websites
- (fr)  Statistische informatie op de website van INSEE